# إبراهيم شمس الدين (لبناني)
إبراهيم شمس الدين هو وزير دولة لشؤون التنمية الإدارية في حكومة الوحدة الوطنية التي أتت بعد اتفاق الدوحة الذي أسفر عن انتخاب ميشال سليمان رئيسًا للجمهورية. وهو ابن الراحل الإمام محمد مهدي شمس الدين.